# Shmuel Schneersohn
Shmuel Schneersohn ou Maharash  (1834–1882), foi um rabino ortodoxo e o quarto rebe (líder chassídico  hereditário) da dinastia Chabad Lubavitch, sendo o filho mais novo do rabino Menachem Mendel Schneersohn, o terceiro rebe.